# دانشگاه تگزاس در پرمین بیسین
دانشگاه تگزاس در پرمین بیسین (به انگلیسی: University of Texas of the Permian Basin) از دانشگاه‌های سیستم دانشگاه تگزاس در ایالت تگزاس در ایالات متحده آمریکا می‌باشد.
این دانشگاه در سال ۲۰۰۷ بیش از ۳۵۰۰ دانشجو ثبت نام بعمل آورد.